# Chamobates bispinosus
Chamobates bispinosus är en kvalsterart som beskrevs av Sandór Mahunka 1987. Chamobates bispinosus ingår i släktet Chamobates och familjen Chamobatidae. Inga underarter finns listade i Catalogue of Life.